# Kutno
Kutno ist eine Stadt in Zentralpolen mit fast 45.000 Einwohnern. Kutno ist eine Kreisstadt in der Woiwodschaft Łódź.

## Geschichte

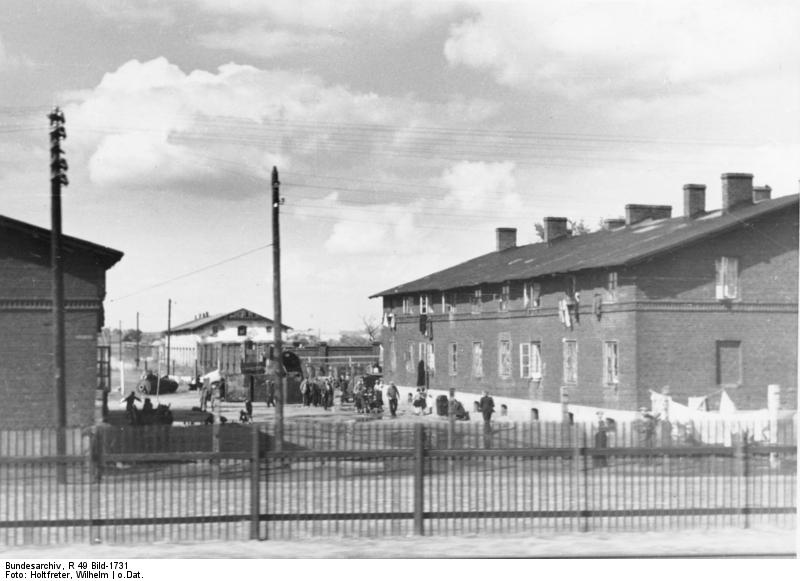
Ghetto Kutno

Die erste urkundliche Erwähnung des Ortes entstammt dem Jahr 1301, es wird allerdings vermutet, dass Kutno im 12. Jahrhundert gegründet wurde. Die Stadtrechte wurden im Jahr 1432 verliehen. In den Jahren 1626–1629 wurde die Umgebung der Stadt in einem Krieg zwischen Polen und Schweden stark verwüstet. Dies verursachte den wirtschaftlichen Niedergang Kutnos.
1750–63 war der Ort eine wichtige Poststation zwischen den Residenzen des sächsischen Kurfürsten Friedrich August II. und polnischen Königs August III. in Dresden und Warschau, als 1749 die bisher über Breslau führende Route hierher verlegt und 1750 das Sächsische Palais für die Übernachtung der Hofgesellschaft errichtet wurde, was danach in das Eigentum der Stadt überging, die es inzwischen als Bestandteil des örtlichen Museums neben dem Rathaus wieder rekonstruierte.
Im Jahr 1809 nahm der General Jan Henryk Dąbrowski in Kutno Quartier, die Stadt hatte in dieser Zeit etwas über 2000 Einwohner. Im Jahr 1827 wurden 4620 Einwohner gezählt. Im Jahr 1862 wurde die Eisenbahnstrecke von Bromberg nach Warschau eröffnet, die durch die Stadt führt.
Zu Beginn des Zweiten Weltkrieges fand vom 9. bis 19. September 1939 in der Nähe von Kutno eine Offensive der polnischen Armee unter General Tadeusz Kutrzeba gegen die deutsche Armee statt. Diese Offensive wird heute Schlacht an der Bzura genannt. Nach der Annexion Westpolens gehörte Kutno zum Reichsgau Wartheland und war von 1939 bis 1945 Sitz des deutschen Landkreises Kutno. In dieser Zeit wurde die aus dem 18. Jahrhundert stammende Synagoge zuerst verwüstet und später abgerissen. Von 1942 bis 1945 war Gustav Kilian als Bürgermeister Leiter der Stadt. Mit Ende des Krieges wurde die Stadt wieder Teil Polens.

## Gemeinde

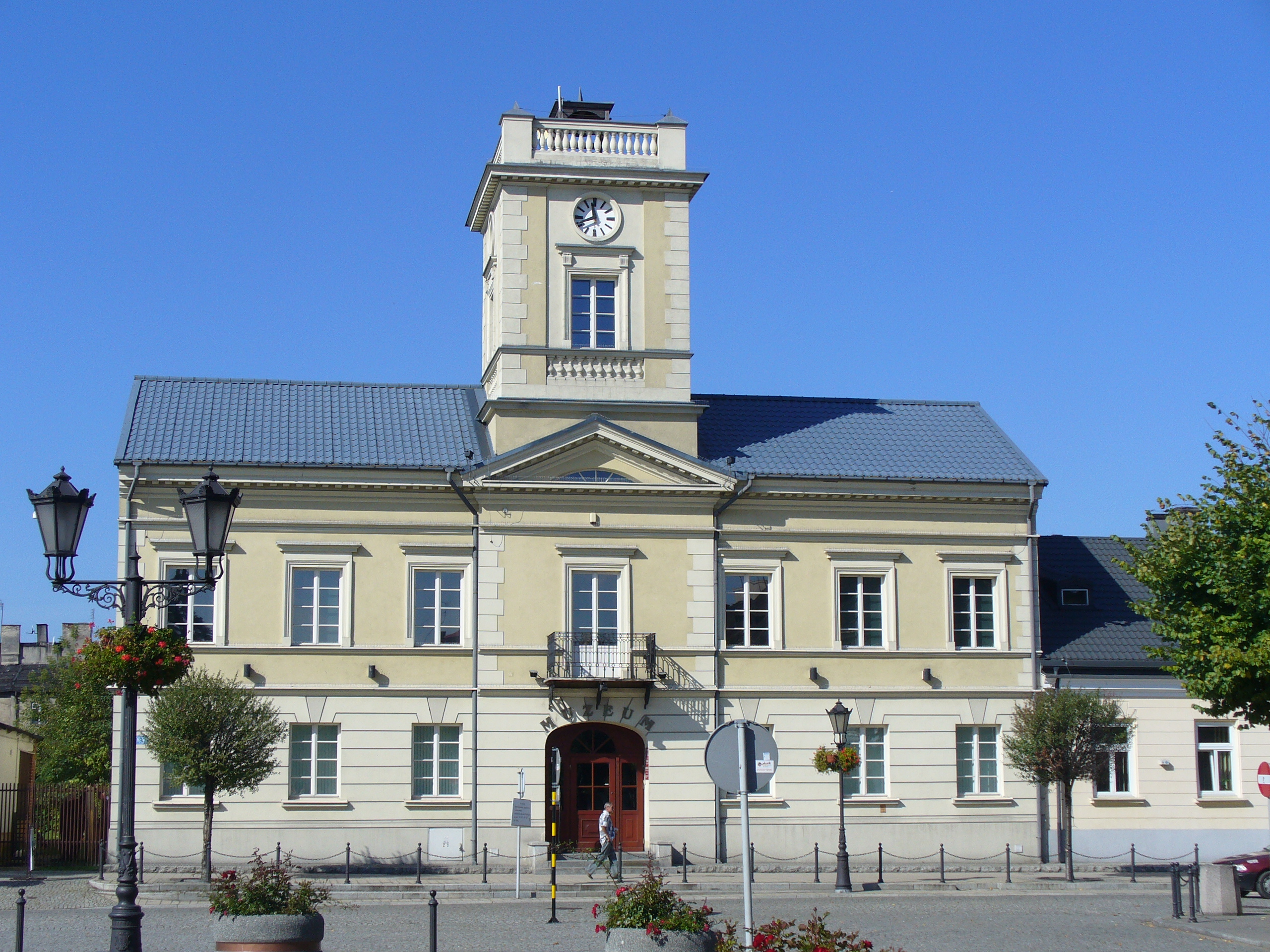
Rathaus Kutno

### Stadtgemeinde
Die Stadt Kutno bildet eine eigenständige Stadtgemeinde (gmina miejska).

### Landgemeinde
Die Landgemeinde (gmina wiejska) Kutno hat eine Fläche von 122,31 km². Zu ihr gehören  31 Ortschaften mit einem Schulzenamt.

## Wirtschaft
Zu den bedeutendsten Industriebetrieben der Stadt zählen Teva Kutno S.A., Fresenius-Kabi S.A. und Polfarmex S. A., die der Pharmaindustrie angehören. POLMOS S.A. ist in der Lebensmittelbranche tätig, Kofola S.A. ist ein bedeutender Getränkehersteller, Polsad – Renault Trucks und AMZ-Kutno sind im Fahrzeugbau tätig. Des Weiteren befindet sich hier eine Niederlassung der Kellogg Company, wo unter anderem Pringles-Chips für den europäischen Markt hergestellt werden. Ferner existieren das Fahrradwerk IDEAL und auch eine Niederlassung von BASF.
An der Europastraße 30 in Kutno befindet sich ein Industriegebiet welches Teil der Sonderwirtschaftszone Łódź (Łódzka Specjalna Strefa Ekonomiczna) ist. Das Gelände verfügt über eine Fläche von 40,66 Hektar und bietet für Investoren steuerliche Vergünstigungen.

## Verkehr

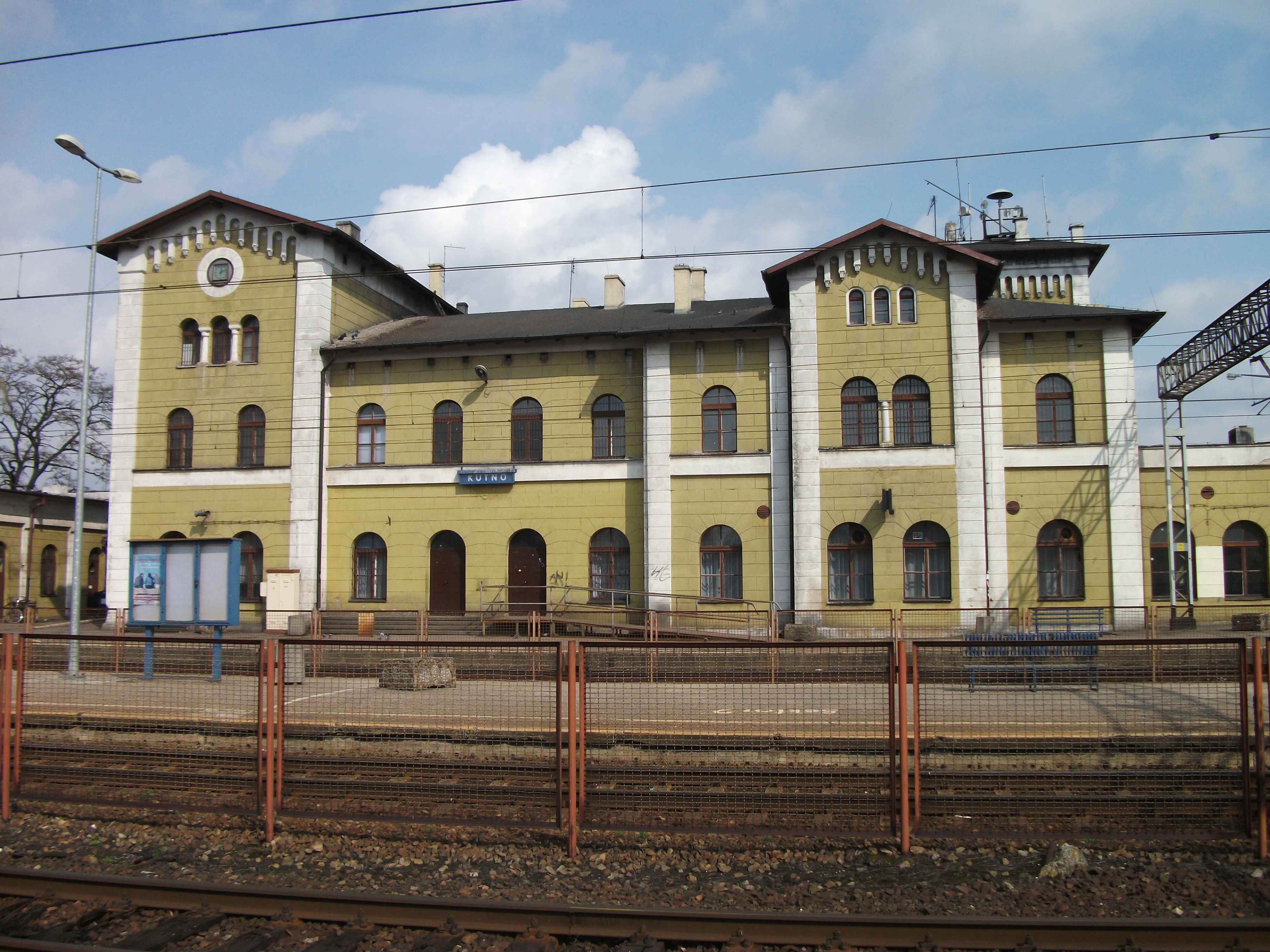
Bahnhof Kutno

Kutno ist ein Eisenbahnknoten an der Bahnstrecke Warszawa–Poznań. Hier zweigt die Strecke 16 nach Łódź, die Strecke 18 über Bydgoszcz nach Piła sowie die Strecke 33 nach Brodnica ab.
Durch den Ort verlaufen weiterhin die DK 60 (Łęczyca – Kutno – Płock – Ostrów Mazowiecka), die DK 92 (Rzepin – Świebodzin – Miedzichowo – Poznań – Konin – Kutno – Łowicz – Warszawa) und die DW 702 (Kutno – Piątek – Zgierz).

## Söhne und Töchter der Stadt
- Schalom Asch (1880–1957), jüdischer Schriftsteller und Dramatiker
- Wladimir Wettschinkin (1888–1950), sowjetischer Aerodynamiker
- Issachar Miron (1920–2015), israelischer Komponist.
- Ingo Friedrich (* 1942), deutscher Politiker, stellvertretender CSU-Parteivorsitzender und ehemaliger Vizepräsident des Europäischen Parlaments
- Andrzej Marian Bartczak (1945–2025), Maler, Grafiker und Hochschullehrer
- Jerzy Kopania (* 1945), Philosophiehistoriker und Politiker
- Jerzy Czerbniak (* 1947), Sprinter
- Adam Struzik (* 1957), Politiker (Polskie Stronnictwo Ludowe) und ehemaliger Senatsmarschall
- Aga Mikolaj (1971–2021), Opernsängerin (Sopran)
- Jakub Wawrzyniak (* 1983), Fußballspieler